# 六嘉站
六嘉站（日语：／ Rokka eki */?）是位於熊本縣上益城郡嘉島村（現時：嘉島町），熊延鐵道的鐵路車站（廢站）。

## 歷史
- 1915年（大正4年）11月7日 - 御船鐵道（後來為熊延鐵道）鯰至小坂村之間開業，此站啟用[1]。
- 1964年（昭和39年）3月31日 - 熊延鐵道廢線，此站也被廢除[1]。

## 車站設施
此站是地面車站，設有1面1線單式月台。

## 現狀
車站遺址變成國道445號（熊本濱線）。

## 相鄰車站
熊延鐵道
上島－六嘉－小坂村

## 注腳
1. 1 2  今尾惠介《日本鐵道旅行地圖帳》12號九州沖繩 北信越（新潮社、2008年）p.46

## 相關項目
- 日本鐵路車站列表 Ro